# Arfvedsonita
L'arfvedsonita és un mineral de la classe dels silicats. Va ser descoberta l'any 1823 al fiord Kangerluarsuk, Ilímaussaq, Narsaq, Kujalleq, Groenlàndia, i rep el seu nom del químic suec Johan A. Arfvedson (1792-1841). Pertany i dona nom al grup del nom arrel arfvedsonita.

## Característiques
L'arfvedsonita és un aluminosilicat de sodi i ferro. El ferro que conté és de dos tipus de cations, ferro(3+) i ferro(2+), que no ocupen la mateixa posició en l'estructura cristal·lina perquè són de diferent grandària, podent ser el ferro(2+) substituït per magnesi. Així, es formen les diferents espècies del grup arfvedsonita de minerals. La seva fórmula és [Na][Na₂][Fe₄2+Fe3+]Si₈O22(OH)₂ i cristal·litza en el sistema monoclínic, normalment en hàbit fibrós.

## Formació
Es troba en roques ígnies, sobretot granits alcalins i sienites alcalines. Pot tenir associats els següents minerals: nefelina, albita, egirina, riebeckita o quars. És un mineral amb una distribució molt limitada comparada amb la resta dels amfíbols, només s'hi pot trobar en roques ígnies molt riques en sodi. Es localitza al Quebec (Canadà), al sud de Groenlàndia, a la península de Kola (Rússia) i a Noruega.